# Gwyneth Jones

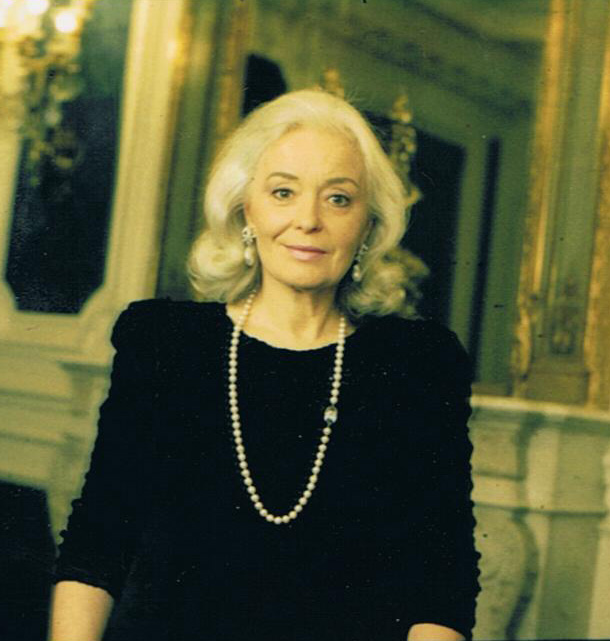
Gwyneth Jones (Parigi, 2002)

Dame Gwyneth Jones (Pontnewynydd, 7 novembre 1936) è un soprano gallese.

## Biografia
Il soprano Gwyneth Jones nata a Pontypool nella contea di Monmouthshire nel Galles intraprende lo studio del canto al Royal College of Music di Londra, in seguito si perfeziona all'Accademia Chigiana di Siena e all'International Opernstudio di Zurigo, città dove debutta nel 1962 come Orfeo nell'omonima opera di Gluck.
Nel 1963 è Wellgunde ne Il crepuscolo degli dei diretto da Georg Solti al Royal Opera House di Londra. Nello stesso anno sempre al Covent Garden è Sorella Mathilde ne I dialoghi delle Carmelitane (opera) e Rosette in Manon (Massenet) con Renata Scotto, Wellgunde in Das Rheingold e Ortlinde Die Walküre con Solti nel 1964.
Agli inizi come mezzosoprano, presto scopre che la facilità e lo squillo del suo registro acuto possono permetterle di passare al registro di soprano; decide dunque di cambiare repertorio, esordendo nel 1964 come Amelia nel Ballo in maschera di Verdi.
Quello stesso anno sale alla ribalta internazionale, sostituendo l'indisposta Leontyne Price nel ruolo di Leonora ne Trovatore con Giulietta Simionato diretta da Carlo Maria Giulini alla Royal Opera House; la sua carriera prende presto il volo, portandola a costruirsi un solido repertorio di ruoli lirico-drammatici, ripetutamente sostenuti nei maggiori teatri del mondo (Vienna, Zurigo, Londra, New York, Monaco di Baviera, San Francisco, Berlino).
Ancora al Covent Garden è una delle ancelle nell'Elettra (Strauss), Santuzza in Cavalleria rusticana, Sieglinde in Die Walküre con Solti, la Terza Norna ne Il crepuscolo degli dei ed ancora Leonora ne Il trovatore con Carlo Bergonzi nel 1965; Senta in Der fliegende Holländer ed Elisabetta di Valois in Don Carlo con Boris Christoff nel 1966; Leonore in Fidelio e Donna Anna in Don Giovanni con Tito Gobbi nel 1967; Aida con Grace Bumbry nel 1968; Desdemona in Otello nel 1969.
Nel 1966 è Leonore in Fidelio diretta da Herbert von Karajan al Wiener Staatsoper. Questo ruolo è stato anche quello più rappresentato a Vienna dalla Jones con 67 rappresentazioni fino al 1993.
Sempre nello stesso anno allo Staatsoper è stata Amelia ne Un ballo in maschera, Senta in Der fliegende Holländer e Leonora ne Il trovatore con Fiorenza Cossotto, nel 1967 è Elisabetta in Don Carlo con Cesare Siepi e Plácido Domingo, nel 1968 Sieglinde in Die Walküre con Christa Ludwig diretta da Karajan, Octavian in Der Rosenkavalier diretta da Leonard Bernstein ed Aida, Desdemona in Otello con Karajan, Cho-Cho-San in Madama Butterfly, Eva in Die Meistersinger von Nürnberg e Tosca nel 1969. La Jones sarà Tosca in 40 recite viennesi fino al 1993.
Al Grand Théâtre di Ginevra è Desdemona in Otello con Tito Gobbi e Josè van Dam nel 1966, Madame Butterfly nel 1968 e Tosca nel 1969.
Nel 1967 è Leonora nella prima rappresentazione al Teatro alla Scala di Milano di Il trovatore con Fiorenza Cossotto e Carlo Bergonzi.
Nel 1969 è Aida e Leonore in Fidelio al San Francisco Opera.
Negli anni settanta si dedica con maggior frequenza a ruoli più impegnativi.
Al Wiener Staatsoper nel 1970 è Kundry in Parsifal (opera) ed Elena in Elena egizia con Edita Gruberova, La marescialla in Der Rosenkavalier con Agnes Baltsa nel 1973, Donna Anna in Don Giovanni e Salome nel 1974. Come Salome la Jones comparirà a Vienna per 47 rappresentazioni fino al 1995. Nel 1975 è Elisabeth in Tannhäuser (opera), nel 1976 è Brünnhilde in Die Walküre, in Sigfrido e ne Il crepuscolo degli dei, nel 1977 Chrysothemis in Elettra (Strauss) e Primadonna/Ariadne in Ariadne auf Naxos con Edita Gruberova diretta dal Dr. Karl Böhm e nel 1979 canta la Sinfonia n. 9 di Ludwig van Beethoven con Kurt Moll diretta da Leonard Bernstein.
Al Royal Opera House di Londra è Tosca con Plácido Domingo nel 1971 e nel 1972, Salome nel 1974, La marescialla in Der Rosenkavalier con Edith Mathis nel 1975, Brünnhilde in Sigfrido e ne Il crepuscolo degli dei nel 1978.
Nel 1972 debutta con Sieglinde in Die Walküre al Metropolitan Opera House di New York.
Al San Francisco Opera nel 1973 è Elisabetta di Valois in Don Carlo e nel 1978 Tosca.
Al Teatro alla Scala nel 1974 è Salome nella ripresa di "Salome" di Richard Strauss diretta da Zubin Mehta, tiene un concerto nel 1977.
Al Metropolitan è Leonore in Fidelio nel 1976 e La marescialla in Der Rosenkavalier nel 1977.
Al Großes Festspielhaus di Salisburgo nel 1979 canta in concerto la Sinfonia n. 9 di Ludwig van Beethoven con Kurt Moll diretta da Leonard Bernstein ed è Marschallin nella ripresa di "Der Rosenkavalier" con Lucia Popp, Kurt Moll e Kurt Rydl.
Nei due decenni successivi, grazie all'irrobustimento della voce, diventa a tutti gli effetti un soprano drammatico di stampo wagneriano, aggiungendo al proprio repertorio parti di grande impegno vocale (Wagner, Strauss), imponendosi inoltre come una delle maggiori interpreti di Turandot; tuttavia, grazie alla notevole versatilità, si mette in luce anche in ruoli sei-settecenteschi e nell'operetta.
Al San Francisco Opera debutta il ruolo di Isolde in Tristan und Isolde nel 1980, Brünnhilde in Die Walküre nel 1983, Salome nel 1987, La moglie del tintore in Die Frau ohne Schatten nel 1989, Brünnhilde ne Il crepuscolo degli dei ed in Sigfrido (opera) nel 1990, Elettra (Strauss) nel 1991 e Lady Macbeth nel 1994.
Al Metropolitan è Isolde in Tristan und Isolde con Tatiana Troyanos e Salome nel 1981, Brünnhilde in Die Walküre con Hildegard Behrens nel 1983, Brünnhilde in Sigfrido e ne Il crepuscolo degli dei nel 1989, Elettra (Strauss) nel 1994, Kundry in Parsifal (opera) con Plácido Domingo nel 1995. Complessivamente la Jones ha partecipato a 95 rappresentazioni al Met fino al 1996.
Al Royal Opera House è Isolde in Tristan und Isolde nel 1982, Turandot con Plácido Domingo ed Elisabeth in Tannhäuser (opera) nel 1984, La moglie del tintore in Die Frau ohne Schatten nel 1987, Minnie ne La fanciulla del West nel 1994 ed infine Ortrud in Lohengrin (opera) nel 1997. Complessivamente la Jones ha cantato in 129 rappresentazioni londinesi.
Nel 1983 la sua registrazione di Der Ring des Nibelungen riceve il Grammy Award for Best Opera Recording.
Al Wiener Staatsoper nel 1984 è la Moglie del Tintore in Die Frau ohne Schatten, Elettra con Christa Ludwig nel 1985, Isolde in Tristan und Isolde e Turandot con Katia Ricciarelli nel 1986, Santuzza in Cavalleria rusticana nel 1989, Ortrud in Lohengrin (opera) nel 1991 ed Erodiade in Salome nel 2011 e nel 2012. Fino ad oggi ha preso parte a 428 rappresentazioni viennesi.
Al Grand Théâtre di Ginevra è Elettra nel 1986 e nel 1990.
Partecipa alla trasferta Il Teatro alla Scala in U.R.S.S. interpretando La principessa Turandot diretta da Lorin Maazel nella Sala del Palazzo dei Congressi del Cremlino a Mosca nel 1989, Turandot nel 1990.
All'Opéra National de Paris è Elettra nel 1992 e nel 1993 ed Ortrud in Lohengrin nel 1996.
Al Teatro Bellini di Catania è Elettra nel 1998 e Marfa in Káťa Kabanová nel 1999.
Oltre all'attività teatrale si dedica a concerti e recital di lieder, partecipazioni televisive e radiofoniche; interpreta inoltre diversi film, in particolare la serie televisiva Wagner, dove impersona il soprano Malvina Garrigues, prima interprete di Isotta. È inoltre la protagonista di due show musicali, O, Malvina! e Die Frau im Schatten, ispirati alle figure storiche di Malvina Schnorr von Carolsfeld e di Pauline de Ahna, moglie di Strauss.
Il compositore Alun Hoddinott ha scritto per lei una sinfonia, la Simphony nº 9: Vision of eternity, dedicandogliela.
Nel 2003 debutta come regista e disegnatrice di costumi in una produzione del Der fliegende Holländer a Weimar. Ha tenuto corsi di perfezionamento (master classes) e presieduto concorsi canori.
Nonostante l'età avanzata non si è ancora ritirata dalle scene, continuando a interpretare ruoli che spaziano dal registro di contralto a quello di soprano. Nel giugno 2007, a Monaco, è stata la prima protagonista di una nuova opera, Alice nel Paese delle meraviglie di Chin, mentre nel febbraio 2008 è stata Erodiade in una produzione della Salome di Strauss a Malmö.
Nel 2012 prende parte al film Quartet con la regia di Dustin Hoffman.
Attualmente è presidente dell'Associazione Wagner della Gran Bretagna.
La figlia, Susannah Haberfeld, è un mezzosoprano.

## Vocalità e personalità interpretativa
Dotata di una voce molto estesa e di notevole volume, robusta, omogenea e sorretta da un'ottima preparazione tecnica, si è imposta come interprete sensibile e attrice pregevole grazie alla presenza scenica e alle innate doti recitative.
Negli anni settanta, la Jones è stata al centro di alcune critiche a causa del tremolio che la sua voce accusò in alcune esibizioni, tuttavia è stata in grado di cantare con ragguardevole saldezza e sicurezza d'intonazione oltre i 60 anni di età.

## Repertorio
- Giuseppe Verdi
  - Aida (Aida)
  - Don Carlos (Elisabetta)
  - Il trovatore (Leonora)
  - Macbeth (Lady Macbeth)
  - Otello (Desdemona)
  - Un ballo in maschera (Amelia)
- Giacomo Puccini
  - La fanciulla del West (Minnie)
  - Madama Butterfly (Butterfly)
  - Tosca (Tosca)
  - Turandot (Turandot)
- Vincenzo Bellini
  - Norma (Norma)
- Luigi Cherubini
  - Medea (Medea)
- Pietro Mascagni
  - Cavalleria rusticana (Santuzza)
- Claudio Monteverdi
  - L'incoronazione di Poppea (Poppea)
- Christoph Willibald Gluck
  - Orfeo ed Euridice (Orfeo)
- Jules Massenet
  - Manon (Rosette)
- Wolfgang Amadeus Mozart
  - Don Giovanni (Donna Anna)
- Francis Poulenc
  - I dialoghi delle Carmelitane (Sorella Mathilde)
  - La voce umana (Elle)
- Arnold Schönberg
  - Erwartung (La Donna)
- Kurt Weill
  - Aufstieg und Fall der Stadt Mahagonny (Leokadja Begbick)
- Franz Lehár
  - Die lustige Witwe (Hanna Glawari)
- Arthur Sullivan
  - The pirates of Penzance (Mabel)
- Unsuk Chin
  - Alice in Wonderland (Queen of Hearts)
- Alun Hoddinott
  - Simphony n° 9: Vision of eternity (Soprano)
- Leoš Janáček
  - Jenůfa (Kostelnička)
  - Káťa Kabanová (Káťa)
- Engelbert Humperdinck
  - Hänsel und Gretel (Gertrud)
- Ludwig van Beethoven
  - Fidelio (Leonore)
- Richard Wagner
  - Der Ring des Nibelungen (Wellgunde; Ortlinde; Dritte Norn; Sieglinde; Brünnhilde)
  - Götterdämmerung (Wellgunde; Dritte Norn; Brünnhilde)
  - Das Rheingold (Wellgunde)
  - Die Walküre (Ortlinde; Sieglinde; Brünnhilde)
  - Der Fliegende Holländer (Senta)
  - Die Meistersinger von Nürnberg (Eva)
  - Parsifal (Kundry)
  - Tannhäuser (Elisabeth; Venus)
  - Siegfried (Brünnhilde)
  - Tristan und Isolde (Isolde)
  - Lohengrin (Ortrud)
- Richard Strauss
  - Ariadne auf Naxos (Ariadne)
  - Der Rosenkavalier (Octavian; Die Marschallin)
  - Die ägyptische Helena (Helena)
  - Die Frau ohne Schatten (Die Färberin)
  - Elektra (Quarta Serva; Chrysothemis; Elektra; Klytämnestra)
  - Salome (Salome; Herodias)

## Discografia parziale
| Anno | Titolo Ruolo                 | Cast                                                                     | Direttore         | Casa                |
| ---- | ---------------------------- | ------------------------------------------------------------------------ | ----------------- | ------------------- |
| 1964 | Götterdämmerung Wellgunde    | Birgit Nilsson, Wolfgang Windgassen, Christa Ludwig                      | Georg Solti       | Decca               |
| 1967 | Medea                        | Bruno Prevedi, Fiorenza Cossotto, Pilar Lorengar                         | Lamberto Gardelli | Decca               |
| 1968 | Otello Desdemona             | James McCracken, Dietrich Fischer-Dieskau                                | John Barbirolli   | EMI                 |
| 1969 | Fidelio Leonore              | James King, Theo Adam, Franz Crass                                       | Karl Böhm         | Deutsche Grammophon |
| 1970 | Lohengrin Ortrud             | James King, Gundula Janowitz, Thomas Stewart                             | Rafael Kubelík    | Deutsche Grammophon |
| 1971 | Der Rosenkavalier Octavian   | Christa Ludwig, Lucia Popp, Walter Berry                                 | Leonard Bernstein | CBS                 |
| 1971 | Salomè (opera)               | Dietrich Fischer-Dieskau, Mignon Dunn, Richard Cassilly & Wieslaw Ochman | Karl Böhm         | Deutsche Grammophon |
| 1979 | Die ägyptische Helena Helena | Matti Kastu, Dinah Bryant, Barbara Hendricks                             | Antal Doráti      | Decca               |
|      | Götterdämmerung Brünnhilde   | Manfred Jung, Fritz Hübner, Hermann Becht                                | Pierre Boulez     | Philips             |
| 1980 | Siegfried Brünnhilde         | Manfred Jung, Hermann Becht, Heinz Zednik                                | Pierre Boulez     | Philips             |
|      | Die Walküre Brünnhilde       | Peter Hoffmann, Jeannine Atlmayer, Donald McIntyre                       | Pierre Boulez     | Philips             |
| 1992 | Hänsel und Gretel Gertrud    | Ann Murray, Edita Gruberová, Christa Ludwig                              | Colin Davis       | Philips             |

- Dame Gwyneth Jones Sings Wagner - Cologne WDR Symphony Orchestra/Gwyneth Jones/Roberto Paternostro, 2005 Chandos
- Gwyneth Jones - Operatic Recital - Argeo Quadri/Gwyneth Jones/Wiener Opernorchester, 1966 Decca
- Wagner: Der fliegende Holländer - Karl Böhm, Deutsche Grammophon
- Beethoven: Symphony No. 9 - Leonard Bernstein/Wiener Philharmoniker, 1992 Deutsche Grammophon

## DVD & BLU-RAY
- Beethoven, Sinf. n. 9 - Bernstein/Jones/Schwarz/Kollo, 1979 Deutsche Grammophon
- Strauss,R., Cavaliere della rosa - Kleiber/Jones/Jungwirth/Popp, regia Otto Schenk 1979 Deutsche Grammophon
- Wagner, Crepuscolo degli dei - Boulez/Jung/Jones/Mazura/Becht, regia Patrice Chéreau 1980 Deutsche Grammophon
- Wagner, Sigfrido - Boulez/Jung/Zednik/Jones/Becht, regia Patrice Chéreau 1980 Deutsche Grammophon
- Wagner, Walkiria - Boulez/Hofmann/Altmeyer/Jones, regia Patrice Chéreau 1980 Deutsche Grammophon